# Тренделенбургов ход
Тренделенбургов ход је облик патолошког хода узрокован једностраном слабошћу приводилаца кука, првенствено код седалне мускулатуре. Ова слабост може бити последица оштећења горњег седалног нерва или лезије у Л5. лумбалне кичме. Ово стање отежава одржавање тежине тела на захваћеној страни. 
Током нормалног хода, сваки доњи уд обично носи половину телесне тежине у неком делу фазе положаја тела. Када се један доњи екстремитет подигне у фази замаха, други носи целу тежину тела. У фази држања, карлица се нормално нагиње надоле на екстремитету који носи тежину и уздиже се на екстремитету који не носи тежину. Међутим, у присуству слабости приводилаца кука, јавља се атипичан одговор, у коме се карлица  нагиње надоле на екстремитету који не носи тежину уместо нагоре. У покушају да надокнади овај ефекат, пацијент се упушта у бочни нагиб трупа даље од захваћеног кука. Сходно томе, центар гравитације се помера претежно на држећи екстремитет , смањујући пад карлице.

## Епоним
Ова врста патолошког хода је добила име по немачком хирургу Фридриху Тренделенбургу (1844–1924), који га је први описао 1985. године.

## Клинички релевантна анатомија
Зглоб кука се састоји од ацетабулума и главе бутне кости. Ове структуре су окружене меким ткивима и двадесет два мишића. Ови мишићи обезбеђују стабилност и силу потребну за кретање бутне кости током активности.
Средњи мали седални мишић су два главна приводилаца кука, који подржавају опозицију карлице и спречавају спуштање карлице. Горњи седални нерв потиче од из Л4-С1 лумбалних и слабинских корена нервних корена. Овај нерв излази из карлице кроз ишијадични зарез да би инервисао зглоб кука, средњи седални мишић  и  мали слабински мишић , као и  мишић затезач широке фасције.

## Етиологија
Зглоб кука и његов приводилачки механизам се понашају као полуга класе три са напором и оптерећењем на истој страни упоришта. Свака патологија упоришта, оптерећење, напор или полуга која везује сва три упоришта довешће до позитивног Тренделенбурговог хода.
Неуспех упоришта се јавља у следећим условима:
- Остеонекроза кука

- Развојна дисплазија кука

- Хронична дислокација кукова услед трауме

- Хронично ишчашени кукови као последица инфекција као што је туберкулоза кука

- Отказивање полуге је карактеристика у следећим условима:

- Велика трохантерна авулзија

- Неспајање врата бутне кости

- Кокса вара

Неуспех напора се јавља у следећим условима:
- Полиомијелитис

- Л5 радикулопатија

- Супериорно оштећење седалног нерва

- Тендинитис средњек и најмањег седалног мишића

- Апсцес средњек и најмањег седалног мишића

- Након тоталне артропластике кука

Тренделенбургов ход се јавља када пацијент има парализу/парезу приводилаца кука. Слабост приводилаца кука може бити узрокована повредом неурона горњег седалног нерва било због укљештења нерва или због јатрогених фактора.
Тренделенбургов ход се такође примећује код пацијената са развојном дисплазијом кука, конгениталном дислокацијом кука (КДК), конгениталном кокса вара или кокса валга секундарним другим поремећајима као што су  склизнће епифиза капитела фемура. У овим горе наведеним условима, мишићи приводиоци су нормални, али имају механички недостатак. Пацијенти са клизном епифизом капитела бутне кости такође имају мишићну слабост која може довести до тренделенбурговог хода.
Тренделенбургов ход се такође види након операције замене кука и феморалне фиксације интрамедуларним клином. Код пацијената са заменом кука, Тренделенбургов ход настаје услед хируршке дисекције средишњег седалног мишића током операције ради откривања зглоба кука; дакле дисфункција мишића приводилаца. Ово се решава како се зарастање рана побољшава.
Друга стања у којима се Тренделенбергов ход може приметити укључују мишићну дистрофију и хемиплегичну церебралну парализу.

## Терапија
За пацијенте са компензованим Тренделенбург ходом, медицински менаџмент може покушати да се носи са узроцима који леже у основи Тренделенбург хода. Отворена редукција и Салтер инноминатна остеотомија (СИО) без преоперативне тракције је ефикасна у лечењу развојне дисплазије кука код деце млађе од 6 година.
Остеотомије потпоре карлице узрокују значајно побољшање исхода који се односе на држање, ход и толеранцију ходања код пацијената који су имали нелечене урођене дислокације.
Остеопатски манипулативни третман (ОМТ) би могао да доведе до побољшања параметара хода за особе са соматским дисфункцијама, мерено посебним системом.
Тренделенбургов ход може довести до развоја других патологија костију кука и колена, као што су артритис или превремено трошење зглобова кука. Због тога је од велике важности пронаћи облик физикалне терапије који ће довести до смањења степена Тренделенбург хода како би се секундарне повреде свеле на минимум.
Тренделенбургов ход је абнормалан ход узрокован слабошћу мишића абдуктора кука. Стога је главна сврха физикалне терапије у вези са овим оштећењем јачањем мишића абдуктора кука. Одговарајућа вежба за јачање абдуктора кука је да пацијент лежи у боку на незахваћеној страни и да помера натколеницу према плафону. Да би вежба била изазовнија, око активног екстремитета може се поставити утег или трака. Вежба се може унапредити у смислу гравитације, оптерећења и учесталости.
Друге вежбе у лечењу Тренделенбург хода укључују функционалне вежбе затвореног ланца, бочне кораке и вежбе функционалне равнотеже. Такође је важно ојачати остатак мишића кука на захваћеној страни.